# Жанкулиев, Аманжол Казбекович
Аманжол Казбекович Жанкулиев (каз. Аманжол Қазыбекұлы Жанқұлиев, родился 20 января 1952 года в Жамбылской области) — казахстанский государственный деятель, дипломат, заместитель Генерального секретаря ОДКБ.

## Биография
В 1972 году окончил Алма-Атинский педагогический институт иностранных языков по специальности «учитель французского языка».
В 1973-1984 годах — инструктор, заведующий сектором Алма-Атинского обкома ЛКСМ.
С 1984 по 1987 год — слушатель дипломатической академии Министерства иностранных дел СССР.
С 1987 по 1989 год — второй секретарь управления социалистических стран Азии Министерства иностранных дел СССР.
С 1989 по 1992 год — второй секретать посольства СССР, Российской Федерации во Вьетнаме.
С 1993 по 1995 год — первый секретарь, советник Посольства РК во Франции.
С 1995 по 1996 год — советник ведущего управления стран Европы Министерства иностранных дел Республики Казахстан.
С 1996 по 1999 год — советник Посольства Республики Казахстан в Турции.
С 1999 по 2000 год — директор Службы «Барлау» Комитета национальной безопасности Республики Казахстан.
В 2001 году назначается послом по особым поручениям Министерства иностранных дел Республики Казахстан по проблемам региональной безопасности.
С 2001 по 2003 год — Чрезвычайный и полномочный посол в Таджикистане.
С 2003 по 2005 год — Чрезвычайный и полномочный посол в Турции.
С 6 октября 2005 по 6 февраля 2008 года — Чрезвычайный и полномочный посол во Франции.
С 6 февраля 2008 по 17 февраля 2009 года — Чрезвычайный и полномочный посол в Швейцарской Конфедерации, Постоянный представитель Республики Казахстан при Отделении Организации Объединённых Наций и других международных организациях в городе Женеве.
С 4 июня 2008 по 17 февраля 2009 года — Чрезвычайный и полномочный посол в Швейцарской Конфедерации и Княжестве Лихтенштейн по совместительству.
С 14 октября 2008 по 17 февраля 2009 года — Чрезвычайный и полномочный посол в Швейцарской Конфедерации и Государстве Ватикан по совместительству.
С 17 февраля 2009 года по 24 февраля 2015 года — Директор службы внешней разведки Республики Казахстан «Сырбар».

## Награды
- Орден Данк 1 степени (2016)[7]
- Орден Данк 2 степени[8]
- Юбилейная медаль «10 лет независимости Республики Казахстан» (2001)
- Юбилейная медаль «10 лет Парламенту Республики Казахстан»
- Юбилейная медаль «20 лет независимости Республики Казахстан» (2011)[9]
- Юбилейная медаль «70 лет Вооружённых сил СССР» (1988)